# Liste der Bodendenkmale in Großkmehlen
In der Liste der Bodendenkmale in Großkmehlen sind alle Bodendenkmale der brandenburgischen Gemeinde Großkmehlen und ihrer Ortsteile aufgelistet. Grundlage ist die Veröffentlichung der Landesdenkmalliste mit dem Stand vom 31. Dezember 2020. Die Baudenkmale sind in der Liste der Baudenkmale in Großkmehlen aufgeführt.
|   | Gemarkung                     | Flur       | Kurzansprache | Bodendenkmalnummer | Bemerkung | Bild                     |
| - | ----------------------------- | ---------- | --- | ------------------ | --------- | ------------------------ |
| 1 | Großkmehlen (Lage)            | 5          | Schloss Neuzeit, Burg deutsches Mittelalter | 80000              |           | Großkmehlen Wasserschloß |
| 2 | Großkmehlen (Lage)            | 5          | Kirche deutsches Mittelalter, Dorfkern Neuzeit, Steinkreuz deutsches Mittelalter, Kirche Neuzeit, Friedhof Neuzeit, Dorfkern deutsches Mittelalter, Friedhof deutsches Mittelalter | 80018              |           | Steinkreuz Großkmehlen   |
| 3 | Frauwalde, Großkmehlen (Lage) | 4, 5, 6, 5 | Dorfkern deutsches Mittelalter, Dorfkern Neuzeit | 80396              |           |                          |
| 4 | Großkmehlen, Lindenau (Lage)  | 2, 3, 3    | Mühle Neuzeit | 80442              |           |                          |
| 5 | Kleinkmehlen (Lage)           | 1          | Siedlung Eisenzeit, Siedlung Bronzezeit | 80257              |           |                          |
| 6 | Kleinkmehlen (Lage)           | 1, 2       | Dorfkern Neuzeit, Dorfkern deutsches Mittelalter | 80258              |           |                          |